# Crisia bucinaform
Crisia bucinaform is een mosdiertjessoort uit de familie van de Crisiidae. De wetenschappelijke naam van de soort is voor het eerst geldig gepubliceerd in 1928 door Okada.